# 美竹すず
美竹 すず（みたけ すず、1994年9月23日 - ）は、日本の元AV女優。ニューゲート所属。

## 略歴
神奈川県出身。
2015年2月、E-BODY専属女優としてAVデビュー。
2016年7月よりエスワン専属となる。
2017年4月に専属を離れ、以降は企画単体女優として活動。

## 人物
趣味は歌う事・運動、特技は料理。
バストサイズは中学まではDカップだったが、高校になってHカップまで大きくなった。
初体験は16歳の時で、相手は先輩の彼氏の親友。紹介されて初めて会ったその日に急に迫られ、断りきれずに住宅街の裏の林で処女を喪失した。ただ、別のインタビューでは、初体験の相手は21歳の彼氏で場所はコンビニ近くの暗い路地、デビュー前の経験人数3人で全て付き合った人と答えている。
AVデビューについては、元々そのようなつもりはなかったが、スカウトから「若いうちじゃないとこんなことはできない」と言われ、色々悩みながらもじゃあ若いうちに挑戦してみようと思ったことが動機。

## 作品

### アダルトDVD（修正）
2015年
- E-BODY専属デビュー 夢は国民的AV女優（2月13日、E-BODY）
- 初イキ! 初体験セックス 4時間SP（3月13日、E-BODY）
- ねっとり濃厚な接吻と発情ベロキス性交（4月13日、E-BODY）
- 超ヌルヌル ご奉仕風俗嬢 密着フルコース170分（5月13日、E-BODY）
- エロス解禁! 理性ぐちゃぐちゃ 絶叫トランス性交（6月13日、E-BODY）
- ボクのいいなり Hcup ランジェリーメイド（7月13日、E-BODY）
- リアルフィギュアBODY コスプレイヤー（8月13日、E-BODY）
- SSS-BODY 解禁 真正中出し（9月1日、E-BODY）※AV OPEN 2015 女優部門 3位
- E-BODY専属美少女W 逆3Pスペシャル（9月13日、E-BODY）
- 美竹すず 初BEST 完全ノーカット収録 11本番（10月13日、E-BODY）※ベスト版
- 「このカラダを使ってください」 はじめての童貞筆おろし Hカップ美少女美竹すずがガチ素人解禁（11月13日、E-BODY）
- マンくぱ挑発騎乗位（12月13日、E-BODY）

2016年
- 禁欲後の快感狂いパニック 10人大乱交（1月13日、E-BODY）
- 濡れテカコーティング Hcup爆乳BODY（2月13日、E-BODY）
- 最高級ボディ 女子校生真正中出しソープ 中年オヤジを癒してくれる超優良風俗店（3月13日、E-BODY）
- 美しきボンデージボディ潜入捜査官（4月13日、E-BODY）
- 薬漬けエビ反りマッサージにハマる若妻（5月13日、E-BODY）
- 全裸爆乳ガイド付きバスツアー シリーズ全5タイトル全25コーナー完全収録ベスト 8時間（5月13日、E-BODY）　※鈴木真夕との共演スペシャル映像を収録
- ギリギリ露出ボディコン 逆ナンパ 4人連続入れ喰いスペシャル （6月13日、E-BODY）
- 専属NO.1 STYLE 美竹すず エスワンデビュー（7月7日、エスワン）
- 交わる体液、濃密セックス（8月7日、エスワン）
- 完全固定されて身動きが取れない美竹すず 腰がガクガク砕けるまでイッてもイッても止めない無限ピストンSEX（9月7日、エスワン）
- 美竹すず 全E-BODY作品コンプリートBEST 47本番11時間スペシャル（9月13日、E-BODY）※ベスト版
- どこでも出張風俗デリバリー! 街行く男性を逆ナンパして金髪ギャルの美竹すずが超ノリノリでご奉仕風俗プレイしちゃいます!（10月13日、エスワン）
- 犯された巨乳女子校生 校内でぶっかけ輪姦された優等生（11月14日、エスワン）
- エグい程の肉感AV 乳・尻・結合が目前に迫る特殊映像&徹底ローアングル（12月13日、エスワン）

2017年
- 1ヵ月間セックスもオナニーも禁止されムラムラ全開でアドレナリン爆発! 痙攣しまくり性欲剥き出しFUCK（1月8日、エスワン）
- 最初はもの凄い亀頭なぶり、焦らし尽くして暴発寸前の超敏感チ●ポを、最後はパイズリでもの凄い大量挟射!!（2月7日、エスワン）
- 常に全身ローションだっくだくのご奉仕ぬるぬる爆乳ランジェリーメイド（3月7日、エスワン）
- スタイル自慢の痴女三姉妹が僕ひとりを奪い合う朝から晩までハメまくりハーレム同棲性活（4月7日、エスワン）
- 27種類のパイズリでイクっ! おっぱい大乱交（4月19日、MOODYZ）
- 突然出来た義理のお姉ちゃんは中出し大好き超絶倫ヤリマンギャル（5月1日、kira☆kira）
- キレッキレにセックス筋肉が発達した極上痴女の騎乗位中出し（6月7日、痴女ヘブン）
- 平然と生本番してくれる最高級中出しソープ嬢（6月7日、本中）
- 中出しお義姉さんの誘惑（7月25日、プレミアム）
- 時間停止エステ 〜リストラしたオヤジに強制絶頂させられた美女〜（9月7日、プレミアム）

2019年
- ノーパンノーブラの無防備な格好でゴミ出ししている人妻が童貞の僕の視線に気づいたのかわざと胸&マ●コをチラつかせてくる!チラつかせてくるだけでなくまさかの「興奮した…？もっと見たい…？」と誘惑してきて…（1月11日、SCOOP）
- 極上OLドキュメント お小遣い稼ぎでAV出演する4人の働くオンナ（1月11日、BAZOOKA）
- ボクが貸したワイシャツをノーブラで着た女子とまさかの自宅で二人きり! 3 ワイシャツの隙間から見える乳首&パンチラに勃起しまくり!イケメンの同僚の提案でボクの家で二次会をすることになり、美人の同僚がボクの家にやって来た!初めて女性が家の中にいることに緊張して、張り切りすぎたボクは飲み過ぎてそのまま寝落ち…。寝ている間に、イケメンはそのまま彼女とエッチしちゃったらしく、起きたときには半裸の彼女だけがボクのベッドで寝ていて突然の二人きり!とりあえず部屋着代わりにと彼女にボクのワイシャツを貸してあげたらサイズが大きすぎて、隙間からおっぱいやパンツがチラチラ見えて裸よりも余計にやらしく見えてしまい思わず勃起…。それを見た彼女は、昨晩のイケメンとのエッチが物足りなかったらしく、もっと激しいエッチがしたいと求めてきて、何度も何度も発射するほどエッチしてしまいました!（4月7日、Hunter）
- 欲望の限り… 親友の彼女にパイズリ、生ハメしまくった3日間のゲス寝取り映像（4月13日、E-BODY）※「すず」名義
- 下着メーカーに就職したら男はボク1人でまわりは巨乳過ぎる女子社員だらけ! さらに社内で下着姿になるのは当たり前らしく目のやり場に困ってしまい勃起しまくりです!!当然勃起していたら女子社員に見つかりヤバいと思っていたけど女子社員たちは怒るどころか逆に興奮気味?特に残業ばかりで欲求不満の女子社員はボクの勃起に気付くと発情しまくり!?露骨に下着姿を見せつけてエロ過ぎる誘惑!!代わる代わる女子社員にこっそり社内でチ○ポをハメられまくり何度も発射させられまくって女子社員たちの下着は精子でグチョグチョに!!（5月7日、Hunter）
- 神乳神くびれBODYの腰をがっちり掴み 背後から突きあげる!揺れるおっぱい!上がる嬌声! 巨乳美女を子宮の奥まで味わいつくす!（6月1日、ABC）
- 私を抱きしめて…。 隣人に恋したシングルマザー（9月1日、プラネットプラス）
- はだかの奥様（10月19日、KSB企画/エマニエル）
- 個人撮影に美女降臨 狂喜するおやじたちにベロベロ奉仕 あとは性欲むき出しヤリ狂い。（10月26日、シャーク）

### アダルトDVD（無修正）
2021年
- 91CM178 奥运选手下海记 美竹铃（8月28日、91制片厂）

### VR
2018年
- 知る人ぞ知る地方温泉地でひっそりと営業する伝説的風俗ちょんの間! 都会では行えない非合法サービスの連続で、美人巨乳嬢と精子が果てるまで楽しむことができる!（11月28日、KMPVR-bibi-）
- 山奥の田舎に一日一組限定で巨乳のたわわなお姉さん達が極上のご奉仕を行う温泉宿があるとの噂を聞きつけ訪問することに（12月28日、KMPVR-彩-）

2019年
- 超優しくて知的で眼鏡美人の女医さんは実は超欲求不満! ちょっと具合が悪くなって病院に行ったら超絶美女&巨乳な女医さんで大興奮!知的で清楚で美人でしかも巨乳!一見、お高く留まっているように見える女医さん…。話を聞いていたらすごく優しく…（2月5日、Hunter）
- 熱く交わす接吻と超接近するオッパイ&モザ無しアナルと後ろから密着して乳揉みとロングヘアが当たる目の前オッパイ抱きしめ騎乗位とグラインド対面座位と羽交い絞めバックと2つの視点で突きまくる覆いかぶさり正常位 【イチャラブ生中出し】（3月11日、アリスJAPAN）

### イメージDVD
- 美竹すずはオレのカノジョ。（2015年7月25日、GRADEN）
- ERO CUTE（2015年9月29日、オルスタックソフト販売）
- pg（2015年10月25日、ターンテーブル）
- Suzu 聞こえる、Hなすずの音（2016年3月3日、REbecca）
- エンジェル・ハート（2016年5月27日、スパイスビジュアル）
- Magical Nude 〜溢れ出す欲望の裸体〜（2017年6月13日、Precious Beauty）

## 出演

### テレビ
- 阿部乃ちゃんねる #28（2017年1月3日、エンタ!959）

### パチンコ
- CRジューシーハニー2（2018年7月、サンセイアールアンドディ）[6]
- PジューシーハニーH（ハーレム）（2023年5月、サンセイアールアンドディ）

## 書籍 等

### 雑誌
- 週刊プレイボーイ 2015年2月9日号（集英社） - 袋とじ「或る、田舎の少女が、上京して裸になる話。」
- スバ王 2015年5月号（ジーオーティー） - 表紙、グラビア
- 増刊週刊大衆 2015年5月24日号（双葉社） - グラビア「連休は人妻と隠れ家温泉へ 皐月の逢瀬」
- 週刊アサヒ芸能 2015年6月11日号（徳間書店） - グラビア
- FLASH 2016年2月16日号（光文社） - グラビア「今世紀No.1美乳ヘアヌード（動画付き）」
- FRIDAY 2016年4月1日号（講談社） - グラビア「国民的ヌードルを目指します! パーフェクト・ヌード」
- CIRCUS MAX 2016年4月号（ベストセラーズ） - グラビア「あぁ、Eオンナ」
- VIBES 2016年10月号（源） - 表紙、グラビア

### 写真集
- Twinkle Star（2016年2月17日、双葉社、撮影:冨貴塚宏樹）ISBN 978-4575311020
- 鈴ノ音（2017年1月25日、彩文館出版、撮影:細井智燿）ISBN 978-4775605851

### デジタル写真
- Body & Soul（2017年11月13日、pad inc.,、撮影:細井智燿）

### Webグラビア
- Graphis Gals「Lip Hook Kiss」（2015年10月9日、グラフィス、撮影：浜田一喜）
- Graphis LIMITED EDITION（2016年4月、グラフィス、撮影：浜田一喜）

### アダルトグッズ
- 美竹すず＋（2016年8月25日、EXE）※非貫通オナホール